# Barrancos

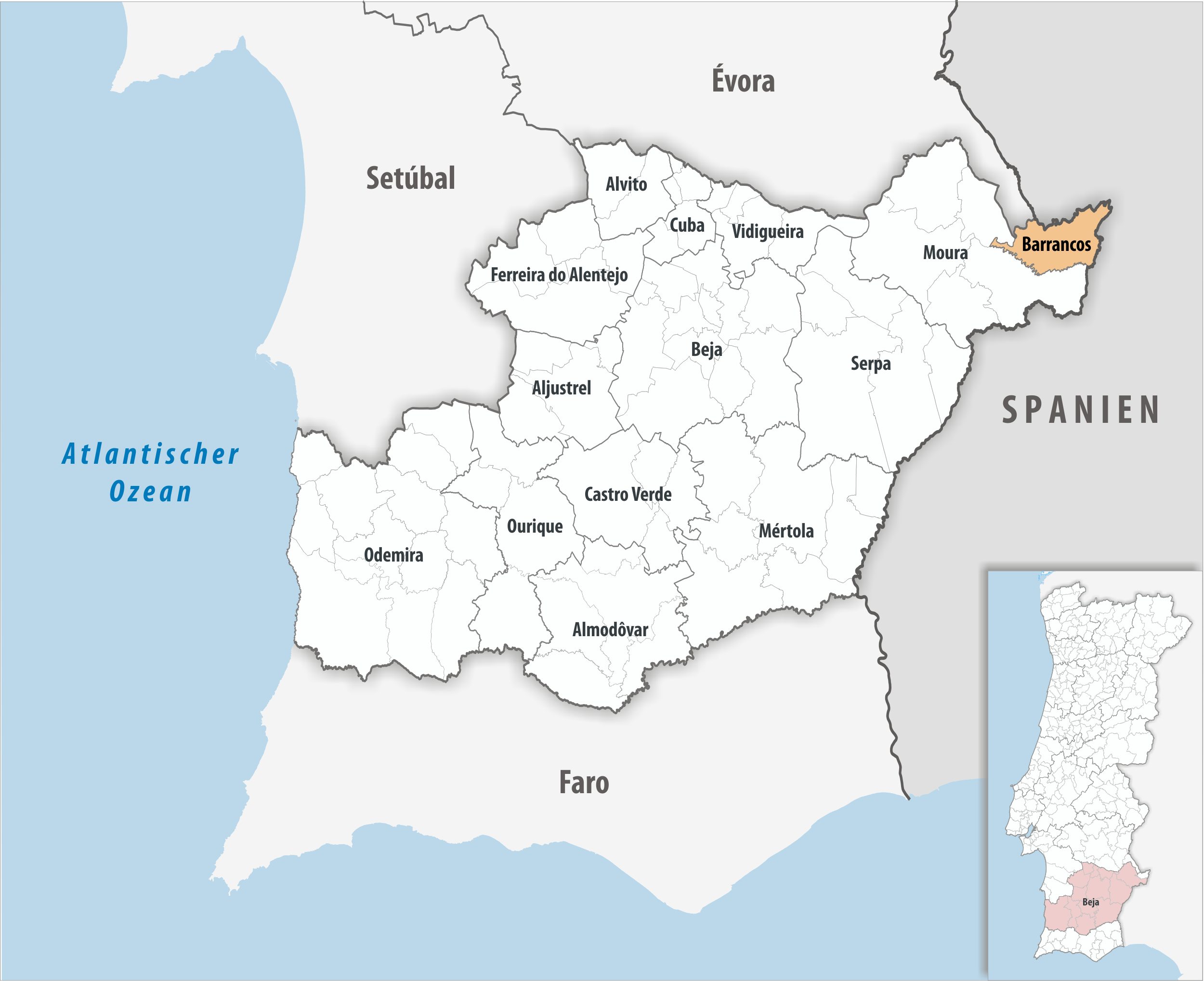
Kreis Barrancos

Barrancos ist eine Kleinstadt (Vila) in Portugal mit 1438 Einwohnern (Stand 19. April 2021). Hier wird ein nicht offiziell anerkannter Dialekt gesprochen, das Barranquenho.
Bekannt ist der Ort für seinen Wein und seinen in Portugal berühmt-berüchtigten Stierkampf.

## Geschichte
Das Gebiet war bereits seit der Kupfersteinzeit besiedelt. Es war ein Teil der römischen Provinz Lusitania und anschließend des Westgotenreichs und dann des arabischen al-Andalus. Im Zuge der Reconquista eroberte Gonçalo Mendes da Maia die Burg von Vila de Noudar im Jahr 1167 von den Arabern. Noudar erhielt 1295 erste Stadtrechte (Foral) und wurde zur Vila erhoben. 1303 erhielt der Ritterorden von Avis das Gebiet. 1513 erneuerte König Manuel I. die Stadtrechte Noudars. Der nahe Ort Barrancos wuchs indes, während Noudar im Laufe der Zeiten immer weiter an Bevölkerung verlor. Im Jahr 1825 hörte die Vila de Noudar auf zu existieren, und der Kreis wechselte endgültig zum nahen Barrancos. Von 1896 bis 1898 gehörte Barrancos kurzzeitig zum Kreis Moura, um seither wieder ein eigenständiger Kreis zu sein.

## Kultur, Sport und Sehenswürdigkeiten
Barrancos ist bekannt für seinen Rotwein und besonders für seinen herkunftsgeschützten Schinken des Iberischen Schweins, hier oft als Porco de pata negra (Portugiesisch für: Schwarzklauenschwein) oder Porco de raça alentejana (port. für: Alentejo-Rasse-Schwein) bezeichnet wird.
Für Barrancos gilt eine legale Ausnahme im portugiesischen Stierkampf, so dass hier der Stier auch getötet wird.
Neben dem Stadtmuseum (Museu Municipal) gibt es hier noch ein archäologisches und ethnografisches Museum.
Der 1982 gegründete Fußballverein Barrancos Futebol Clube trägt seine Heimspiele im 500 Zuschauer fassenden städtischen Stadion Estádio Municipal do Baldio aus. Er tritt in Ligen des Distriktverbandes Beja an (Stand 2013/14).
2011 verlor der Barrancos Futsal ADC das Finale um die Meisterschaft des Distriktverbandes von Beja im Futsal, dem in Portugal populären Hallenfußball.

### Naturpark
Im Landkreis von Barrancos befindet sich die Festung von Castelo de Noudar, welche im gleichnamigen Naturpark gelegen ist. Der Naturpark der zum Landgut „Herdade da Coitadinha“ gehört, wurde am 21. März 2006 offiziell eröffnet. Hauptziel dieser Initiative ist die Erhaltung von Ökosystemen, die durch den in der Nähe gebauten Staudamm von Alqueva gefährdet wurden. Der Park liegt innerhalb eines geschützten Gebietes und bildet eine ökologische Einheit mit anderen Naturgebieten in Spanien, wie zum Beispiel dem Naturpark „Serra de Aracena“, „Picos de Aroche“ und „Serra de Hornachuelos“.

### Castelo de Noudar
Die Festung Castelo de Noudar liegt hoch über dem Fluss Ardila und die Grundmauern wurden bereits während der Herrschaft der Mauren errichtet. Mit der Rückeroberung durch die Christen im Jahre 1167 durch den Kriegsherren Gonçalo Mendes da Maia ging die Burg an König D. Dinis (1279 to 1325). Die Burg wurde um 1300 an den Avis Orden übergeben und der Ausbau um 1308 herum fertiggestellt.  1707 wurde die Burg und das dazugehörige Dorf durch die Spanier im Rahmen des Unabhängigkeitskrieges besetzt. Die Rückgabe an die portugiesische Krone wurde im Vertrag von Utrecht am 6. Februar 1715 besiegelt. Heute ist die Burg als nationales Monument Portugals geschützt und ist seit 1893 im Besitz des Landkreises von Barrancos. Der Bau mit 12 Türmen, 18 Meter hohen Mauern und zwei noch intakten Zisternen liegt sehr abgelegen in der Mitte des gleichnamigen Naturparks.

## Verwaltung

### Kreis
Barrancos ist Sitz eines gleichnamigen Kreises. Die Nachbarn sind im Norden und Osten Spanien und im Süden und Westen der Kreis Moura.
Der Kreis Barrancos ist einer der sechs portugiesischen Kreise, der nur aus einer Gemeinde (Freguesia) besteht.

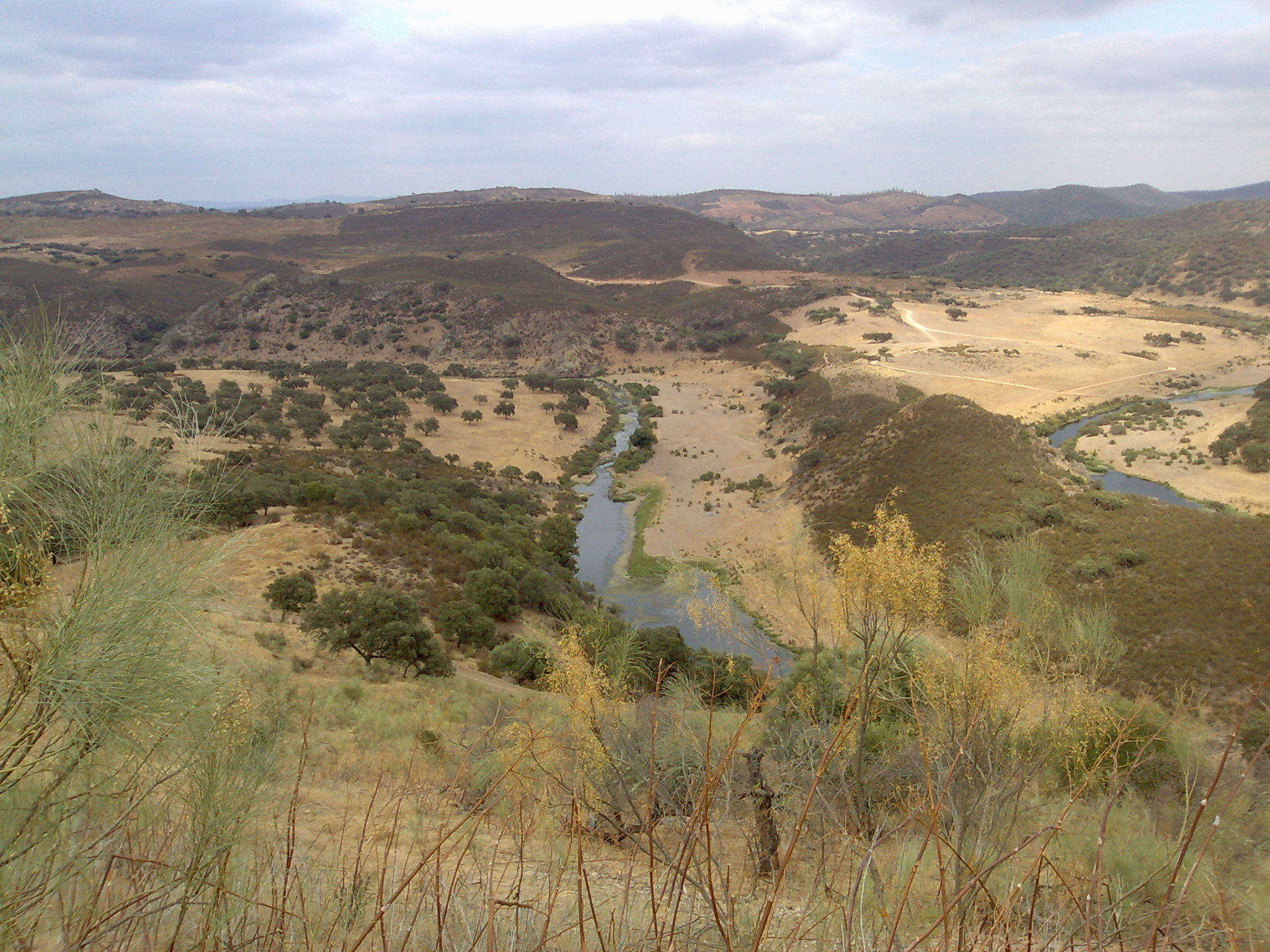
Blick vom Castelo de Noudar auf den Fluss Ardila
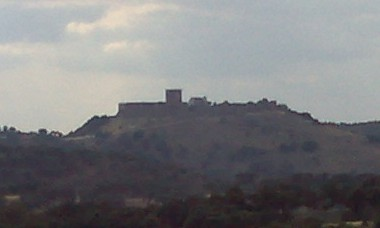
Castelo de Noudar aus der Ferne
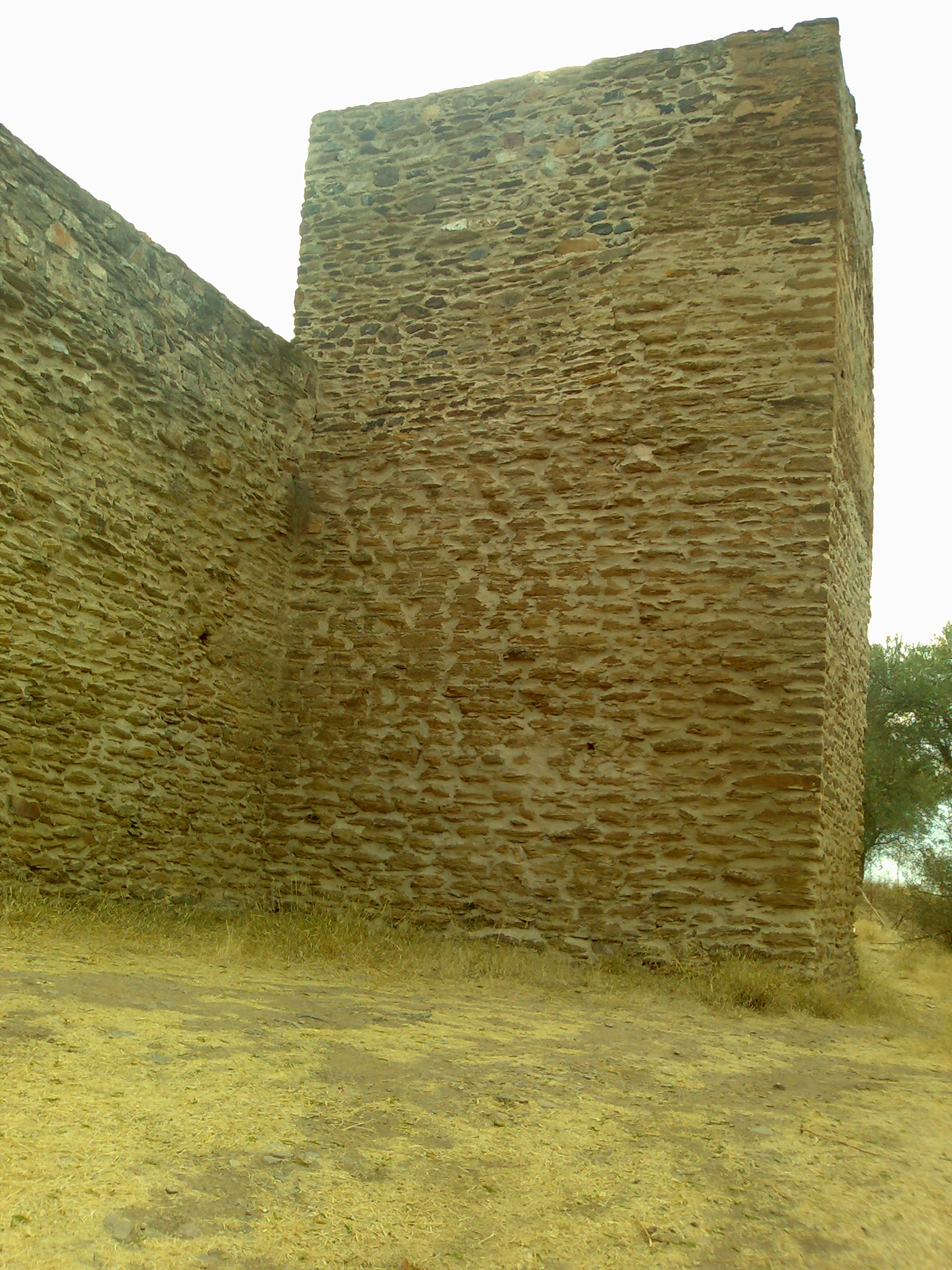
Renovierter Turm des Castelo de Noudar
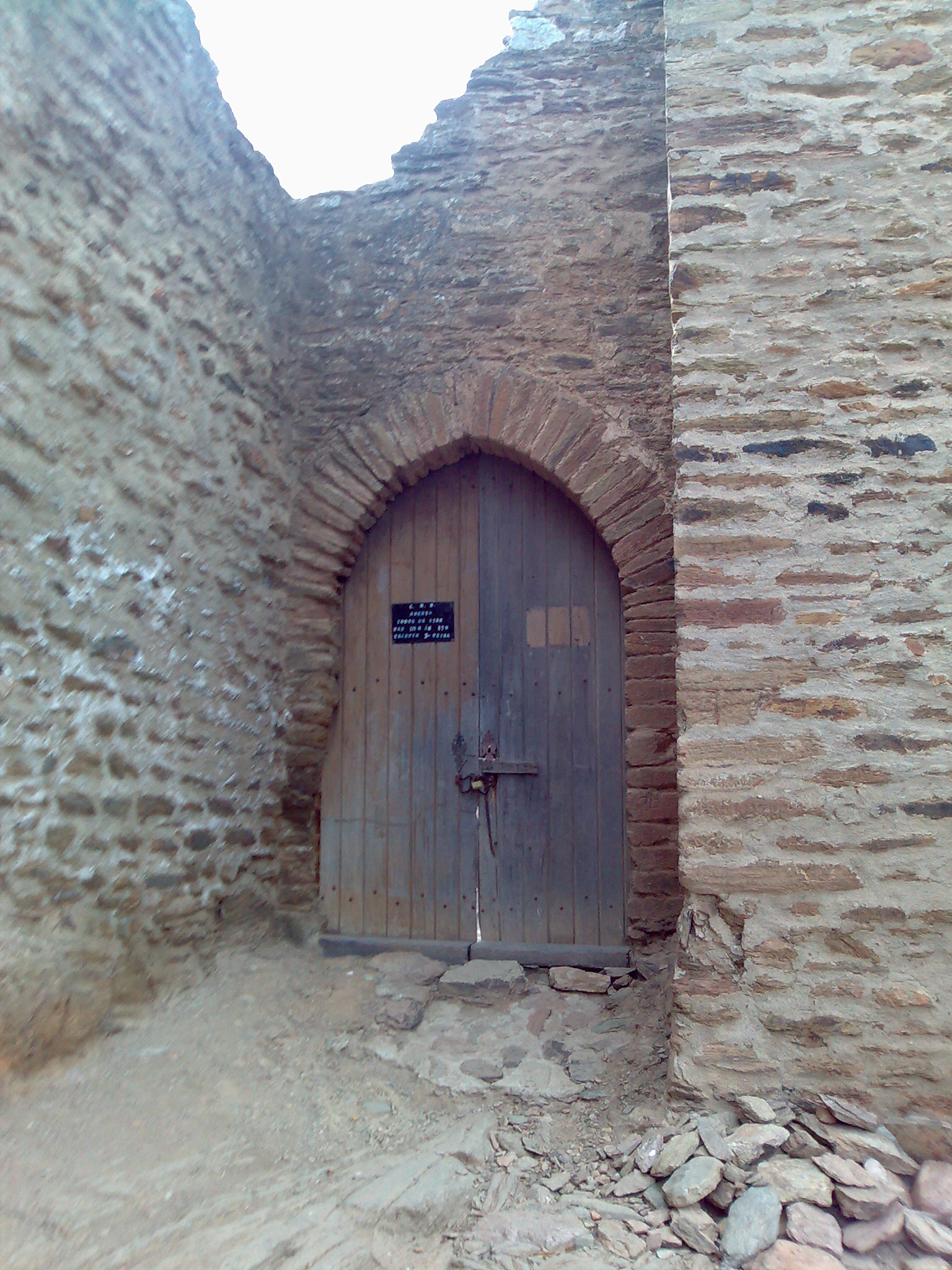
Eingang zum Castelo de Noudar
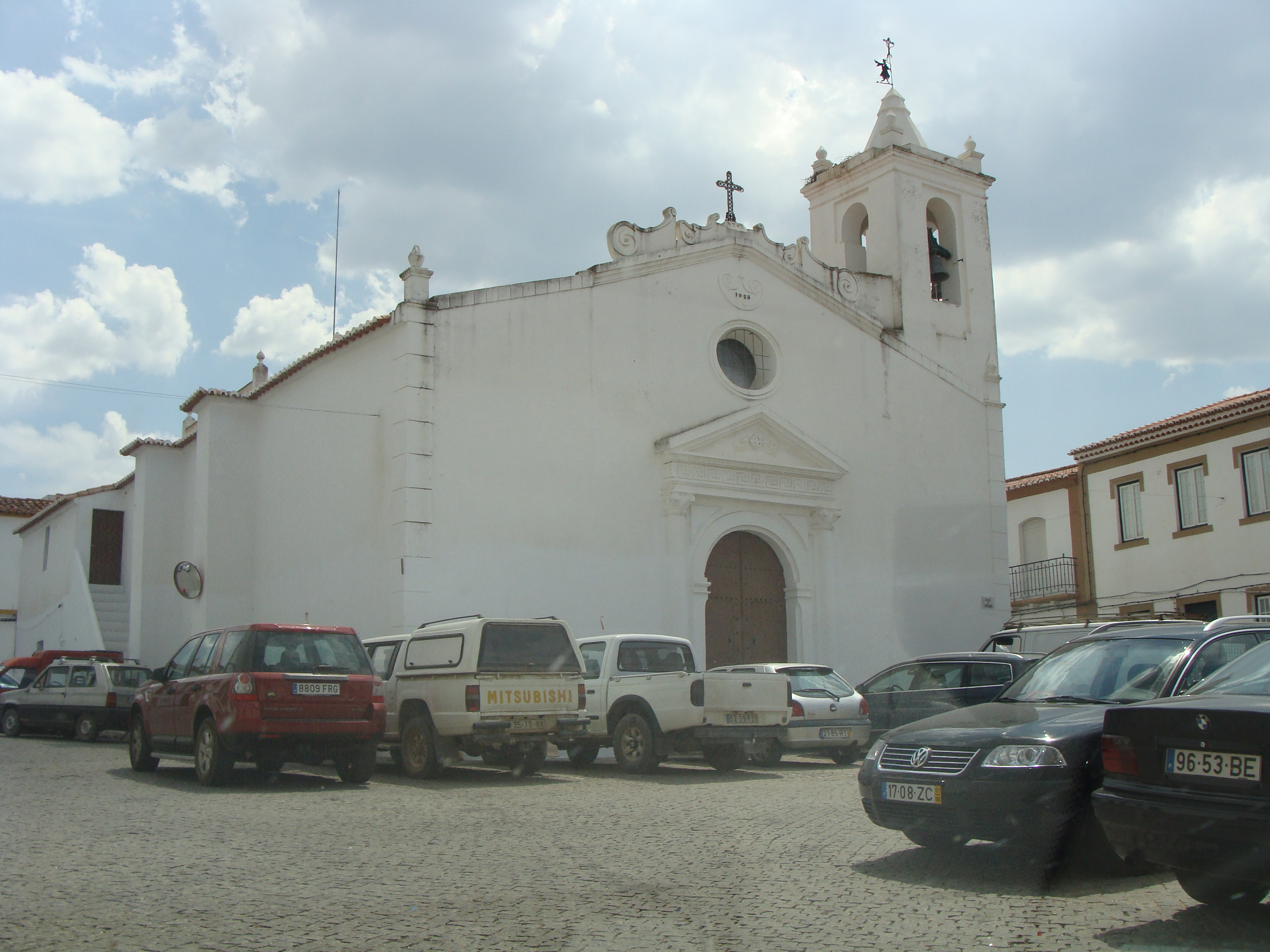
Die Hauptkirche von Barrancos
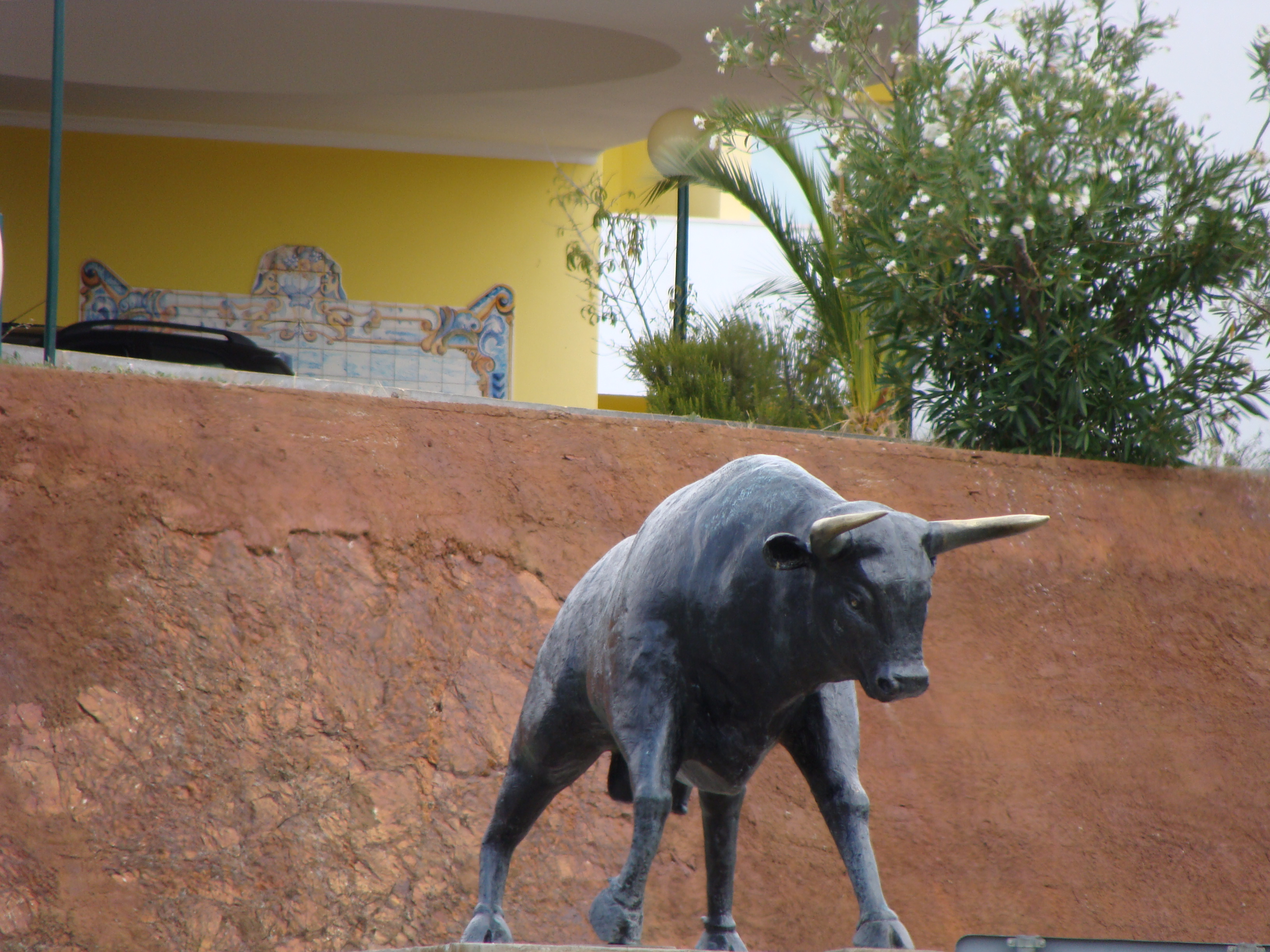
Statue eines Kampfstieres in Barrancos
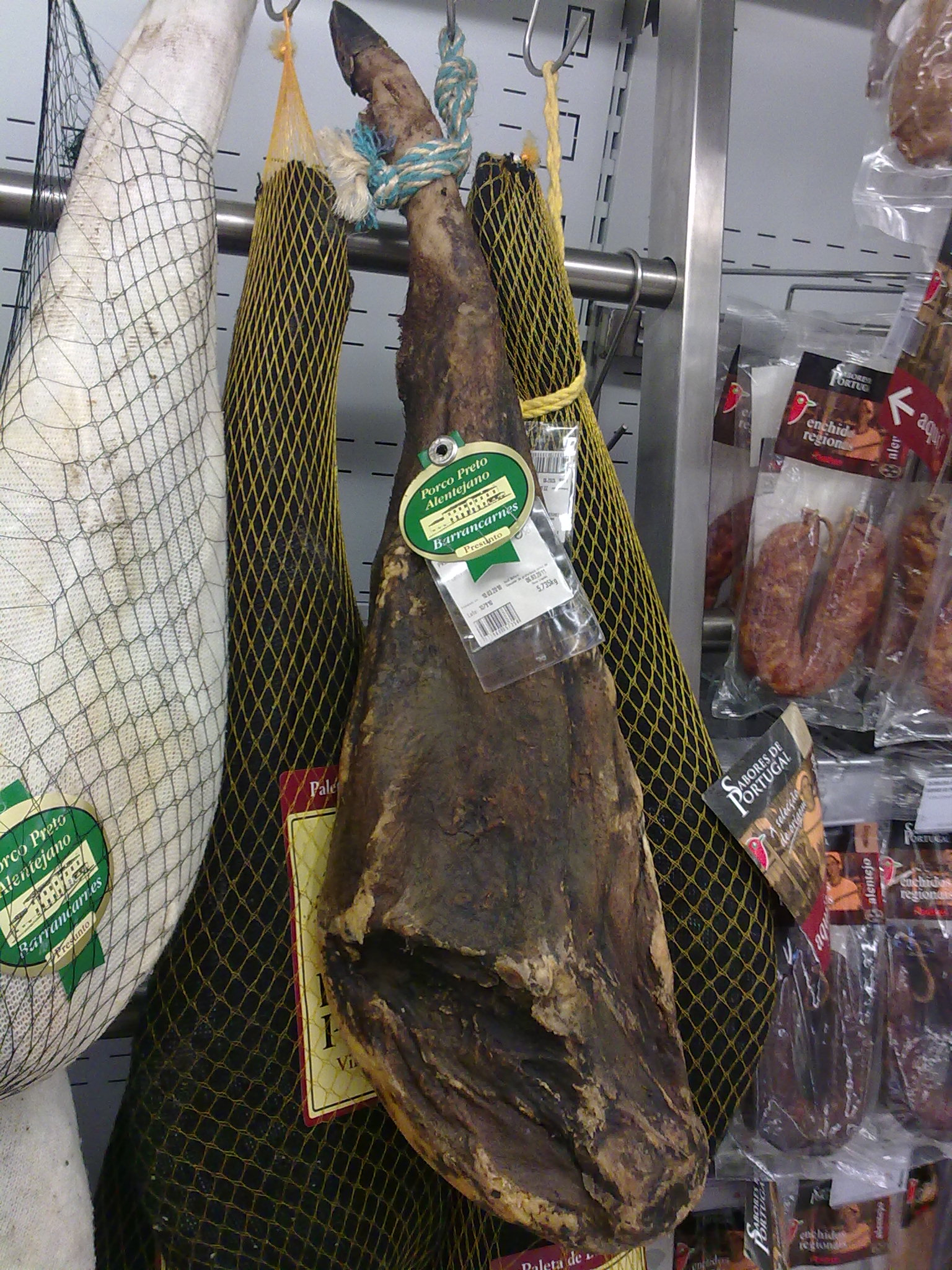
Schinken von Barrancos
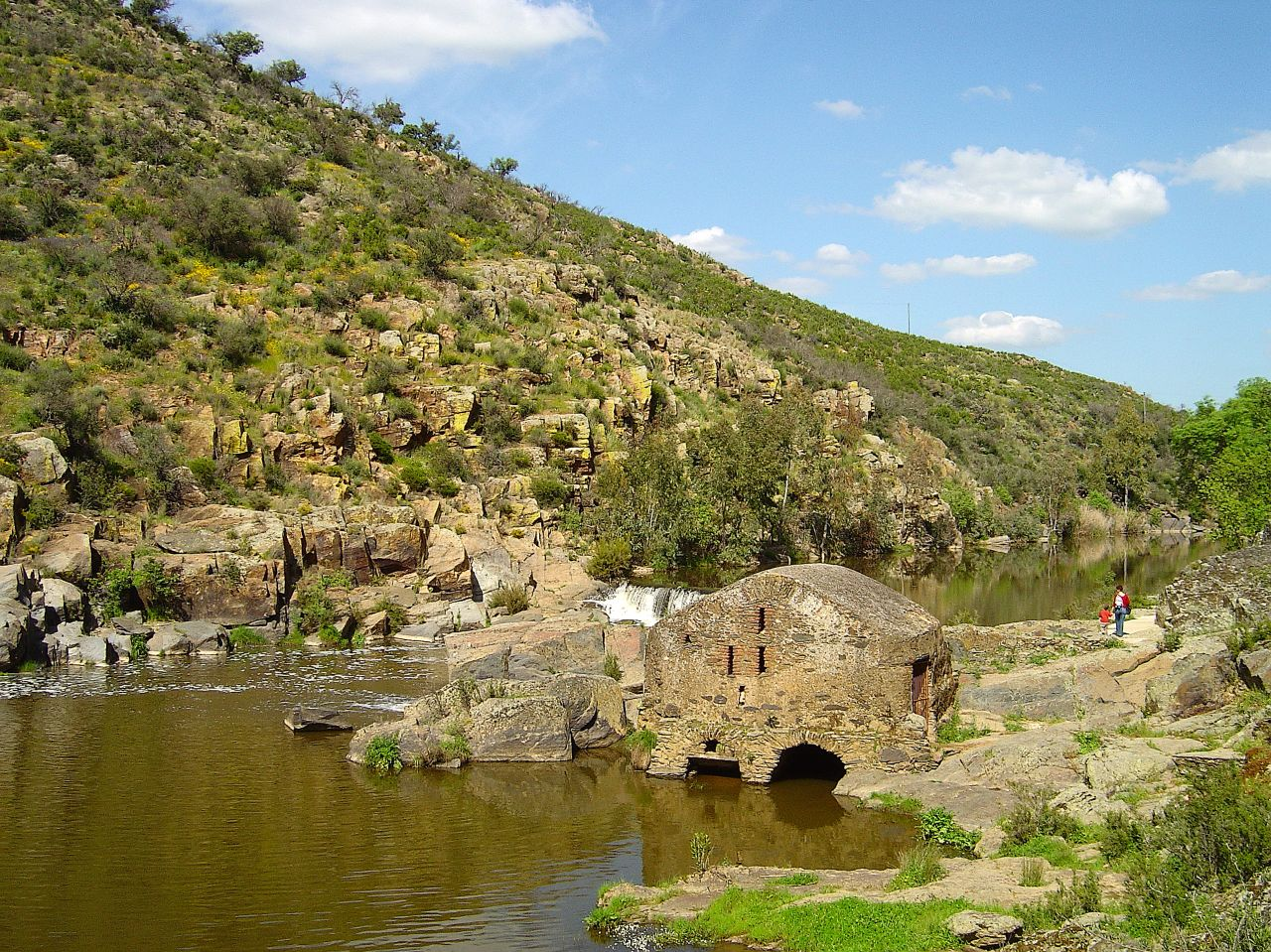
Wassermühle Moinho da Pipa

### Bevölkerungsentwicklung
| Einwohnerzahl im Kreis Barrancos (1801–2011) | Einwohnerzahl im Kreis Barrancos (1801–2011) | Einwohnerzahl im Kreis Barrancos (1801–2011) | Einwohnerzahl im Kreis Barrancos (1801–2011) | Einwohnerzahl im Kreis Barrancos (1801–2011) | Einwohnerzahl im Kreis Barrancos (1801–2011) | Einwohnerzahl im Kreis Barrancos (1801–2011) | Einwohnerzahl im Kreis Barrancos (1801–2011) | Einwohnerzahl im Kreis Barrancos (1801–2011) | Einwohnerzahl im Kreis Barrancos (1801–2011) |
| -------------------------------------------- | -------------------------------------------- | -------------------------------------------- | -------------------------------------------- | -------------------------------------------- | -------------------------------------------- | -------------------------------------------- | -------------------------------------------- | -------------------------------------------- | -------------------------------------------- |
| 1801                                         | 1849                                         | 1900                                         | 1930                                         | 1960                                         | 1981                                         | 1991                                         | 2001                                         | 2011                                         |                                              |
| 2 094                                        | 2 042                                        | 2 659                                        | 3 210                                        | 3 429                                        | 2 157                                        | 2 052                                        | 1 924                                        | 1 841                                        |                                              |

### Kommunaler Feiertag
- 28. August

### Städtepartnerschaften
- Spanien: Fregenal de la Sierra, Provinz Badajoz (seit 1994)
- Spanien: Encinasola, Provinz Huelva (seit 1999)[9]

## Söhne und Töchter der Stadt
- Higino de Sousa (1862–1904), Mediziner
- Paulo Guerra (* 1970), olympischer Langstreckenläufer und erster Crosslauf-Europameister